# Université de Zurich
L'Université de Zurich (en allemand : Universität Zürich) est l'université du canton de Zurich et la plus grande de Suisse, située dans la ville de Zurich. Elle est fondée le 29 avril 1833. Elle compte plus de 25 000 étudiants.
Historiquement située au centre-ville, l'université se répartit au début du XXIe siècle sur plusieurs bâtiments et campus dans l'agglomération de Zurich, notamment le bâtiment historique (Hauptgebäude) et le campus de Irchel sur le flanc ouest du Zürichberg.

## Histoire

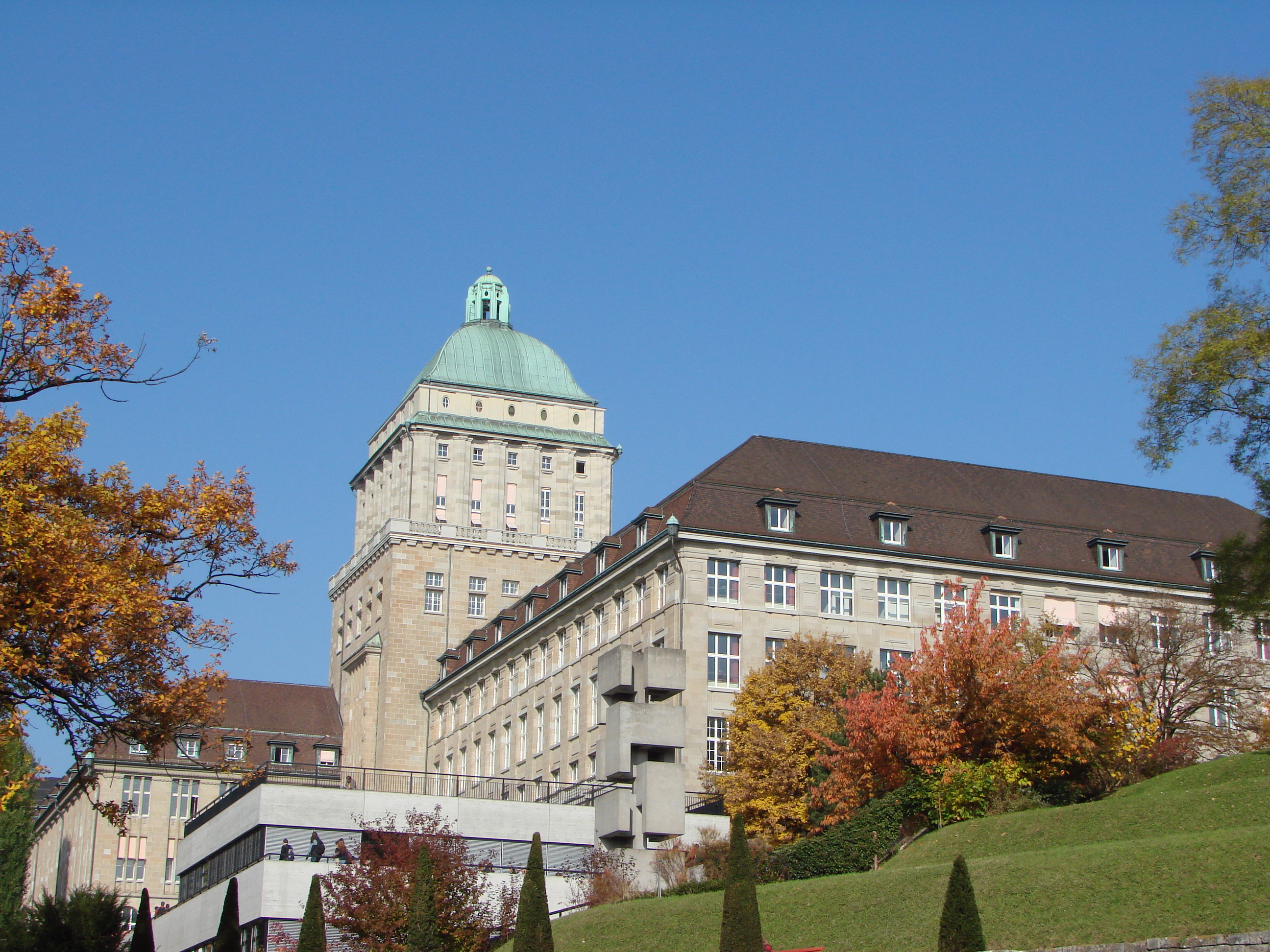
Bâtiment principal et historique de l'université.

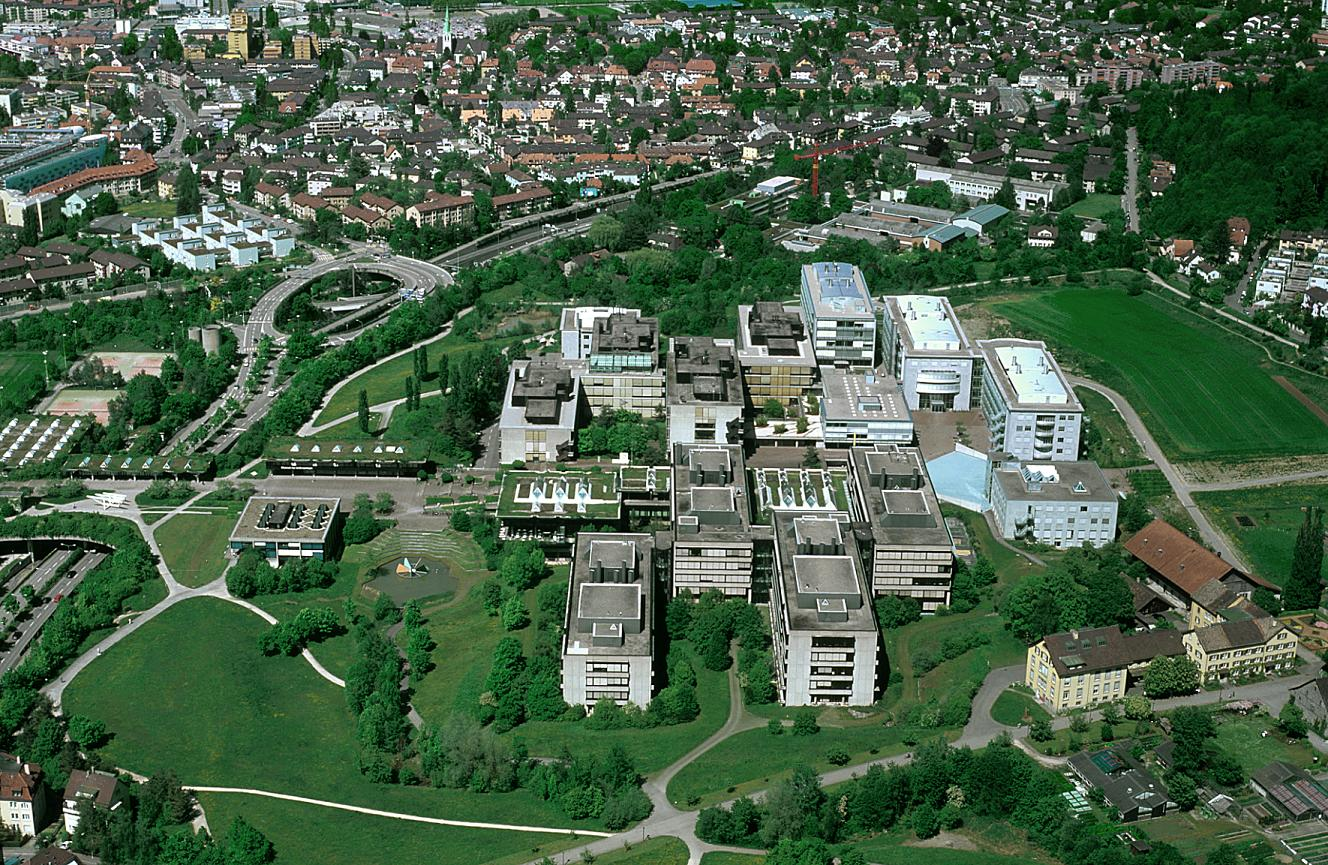
Campus nord de l'Université de Zurich.

Photographie aérienne, en 1953.

L'Université de Zurich est fondée le 29 avril 1833, lorsque la faculté de théologie (fondée en 1525 par Ulrich Zwingli) est fusionnée avec celle de droit et de médecine pour accueillir celle de philosophie. Ce fut la première université européenne fondée par un État plutôt que par un monarque ou par une Église. Les femmes furent admises à la faculté de philosophie à partir de 1847, et la première doctorante en 1866. La faculté vétérinaire fut quant à elle intégrée en 1866, la plus ancienne du genre au monde. En 1914, l'université déménagea à la Rämistrasse 71, bâtiment conçu par l'architecte Karl Moser.

## Répartition géographique
Plusieurs librairies sont disponibles pour le public et pour les membres de l'université, y compris la bibliothèque centrale de Zurich qui possède plus de 5 millions de volumes. L'Université de Zurich est éparpillée en divers endroits
.

### Musées
- Histoire de la médecine

## Recherche
Les meilleures facultés en termes de recherche sont la Faculté de médecine et la Faculté de sciences, qui sont chacune dans le top dix des meilleures universités d'Europe. L'Université de Zurich est également classée dans le top cinquante au niveau mondial, particulièrement au niveau des sciences biologiques et de la finance. De plus, la collaboration avec EPFZ (École polytechnique fédérale de Zurich), qui se trouve de l'autre côté de la rue, est également extrêmement importante.[réf. nécessaire]

### Classements
- Classement mondial des universités QS[4] (basé sur la recherche et l'enseignement)

61e au niveau mondial.
- Newsweek global university ranking[5] (basé sur les recherches, les étudiants/enseignants étrangers et les bibliothèques)

46e au niveau mondial et 11e en Europe.
- Shanghai Jiao Tong University Ranking [5] (Centré principalement sur les recherches - publications, prix Nobel, etc.)

58e au niveau mondial et 14e en Europe.
- Professional Ranking of World Universities [6] (Basé sur le nombre de CEO à la tête des 500 plus grandes entreprises mondiales)

32e au niveau mondial et 10e en Europe.

## Prix Nobel ayant enseigné ou diplômé de Zurich
| Année | Domaine     | Lauréat                | Statut     |
| ----- | ----------- | ---------------------- | ---------- |
| 1901  | Physique    | Wilhelm Conrad Röntgen | Diplômé    |
| 1902  | Littérature | Theodor Mommsen        | Diplômé    |
| 1913  | Chimie      | Alfred Werner          | Diplômé    |
| 1914  | Physique    | Max von Laue           | Enseignant |
| 1921  | Physique    | Albert Einstein        | Diplômé    |
| 1933  | Physique    | Erwin Schrödinger      | Enseignant |
| 1936  | Chimie      | Peter Debye            | Enseignant |
| 1937  | Chimie      | Paul Karrer            | Diplômé    |
| 1939  | Chimie      | Lavoslav Ružička       | Enseignant |
| 1949  | Médecine    | Walter Rudolf Hess     | Diplômé    |
| 1987  | Physique    | Karl Alexander Müller  | Enseignant |
| 1996  | Médecine    | Rolf M. Zinkernagel    | Enseignant |

### Professeurs
- Alexander Schweizer (théologie pratique, 1835)
- Carl Eduard Cramer (botanique, 1880-1883)
- Wilhelm Conrad Röntgen (physique, 1901)
- Theodor Mommsen (littérature, 1902)
- Ernst Zermelo (mathématiques, 1910-1916)
- Alfred Werner (chimie, 1913)
- Leopold Stefan Ruzicka (chimie, 1913)
- Max von Laue (physique, 1914)
- Albert Einstein (physique, 1921)
- Theophil Spoerri (littératures latines, 1922 à 1956)
- Erwin Schrödinger (physique, 1933)
- Peter Debye (chimie, 1936)
- Paul Karrer (chimie, 1937)
- Julius Pokorny (langue celtique, 1943)
- Walter Rudolf Hess (médecine, 1949)
- Karl Alexander Müller (physique, 1987)
- Rolf M. Zinkernagel (médecine, 1996)
- Maria de Lurdes Chibante Pais (littérature PT/FR, 1995-2007)
- Albert A. Stahel
- Werner Weber (critique littéraire, 1973–1987)

- Elsy Leuzinger (1910-2010)

### Étudiants
- Alexandra Kollontaï, femme politique communiste ;
- Herbert Kalmus, ingénieur, metteur au point du Technicolor trichrome ;
- Johanna Elberskirchen, écrivaine et psychologue allemande ;
- Draga Ljočić, médecin et suffragette serbe ;
- Albert Einstein, physicien ;
- Gabriele Possanner, femme médecin austro-hongroise ;
- Sofia Pereïaslavtseva (1849-1903), hydrobiologistes de la mer Noire ;
- Wangpo Tethong (1964-), écrivain et homme politique tibétain ;
- Maria Cuțarida-Crătunescu, médecin roumaine ;
- Elisabeth Feller, entrepreneuse et mécène suisse ;
- Marianne Schmid Mast, psychologue suisse ;
- Christian Wenaweser, diplomate liechtensteinois ;
- Agnes Hildegard Sjöberg, vétérinaire finlandaise.